# Trzęsakowate
Trzęsakowate (Tremellaceae Fr.) – rodzina grzybów należąca do rzędu trzęsakowców (Tremellales).

## Systematyka
Rodzinę tę do taksonomii grzybów wprowadził Elias Fries w 1821 r. Należą do niej rodzaje:
- Auriculibuller J.P. Samp. & Fonseca 2004
- Mycocryptococcus Pollacci & Nann. 1927
- Phaeotremella Rea 1912
- Pseudohansenula E.K. Novák & Zsolt 1961
- Tremella Pers. 1794 – trzęsak[2].

Polskie nazwy na podstawie pracy Władysława Wojewody z 2003 r.